# Libavský potok
Der Libavský potok (deutsch Liebauer Bach, früher auch Liebauer Wasser, Geperzauer Wasser) ist ein linker Nebenfluss der Oder in Tschechien.

## Verlauf
Der Libavský potok entspringt zweieinhalb Kilometer westlich von Horní Guntramovice am Westhang des Rejchartický vrch (Reigersdorfer Berg, 692 m) in der zum Niederen Gesenke gehörigen Domašovská vrchovina (Domstadtler Bergland). An seinem zunächst nach Süden führenden Lauf erstrecken sich die Dörfer Stará Libavá, Norberčany und Trhavice. Hier ändert der Bach seine Fließrichtung nach Südosten und erreicht den Truppenübungsplatz Libavá. In Město Libavá fließen der Heroltovický potok und der Smilovský potok zu. Auf diesem Oberlauf wurde der Bach früher als Nürnberger Bach bezeichnet.
An seinem Unterlauf bildet der Libavský potok ein tiefes bewaldetes Tal, in dessen Sohle kurz vor der Mündung bis 1946 das Dorf Údolná/Keprtovice (Geppertsau) lag. Am südlichen Fuße des Oderský vrch (Oderberg, 582 m) mündet der Bach nach 15,4 Kilometern, davon 7,5 Kilometer auf dem Truppenübungsplatz gegenüber dem Plazský potok in die Oder.

## Zuflüsse
- Vysokoleský potok (l), Norberčany
- Bělidlo (Seifenbach) (r), Trhavice
- Mokřinka (l), unterhalb Trhavice
- Heroltovický potok (Herlsdorfer Bach) (r), Město Libavá
- Smilovský potok (Drömsdorfer Bach) (r), Město Libavá